# بنی عباس، الجزایر
بنی عباس (به عربی: بنی عباس) شهرستانی در الجزایر، واقع در ۱۲۱۰ کیلومتری جنوب غربی الجزیره و متعلق به استان بشار است. جمعیت این شهر در حدود ۱۲۰۰۰ نفر است.

## نگارخانه

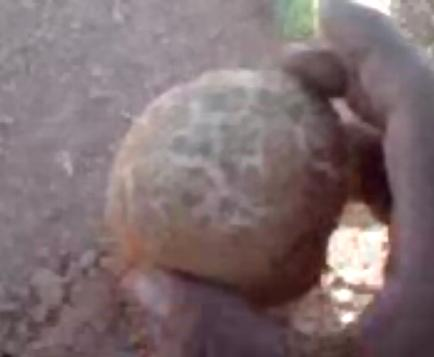
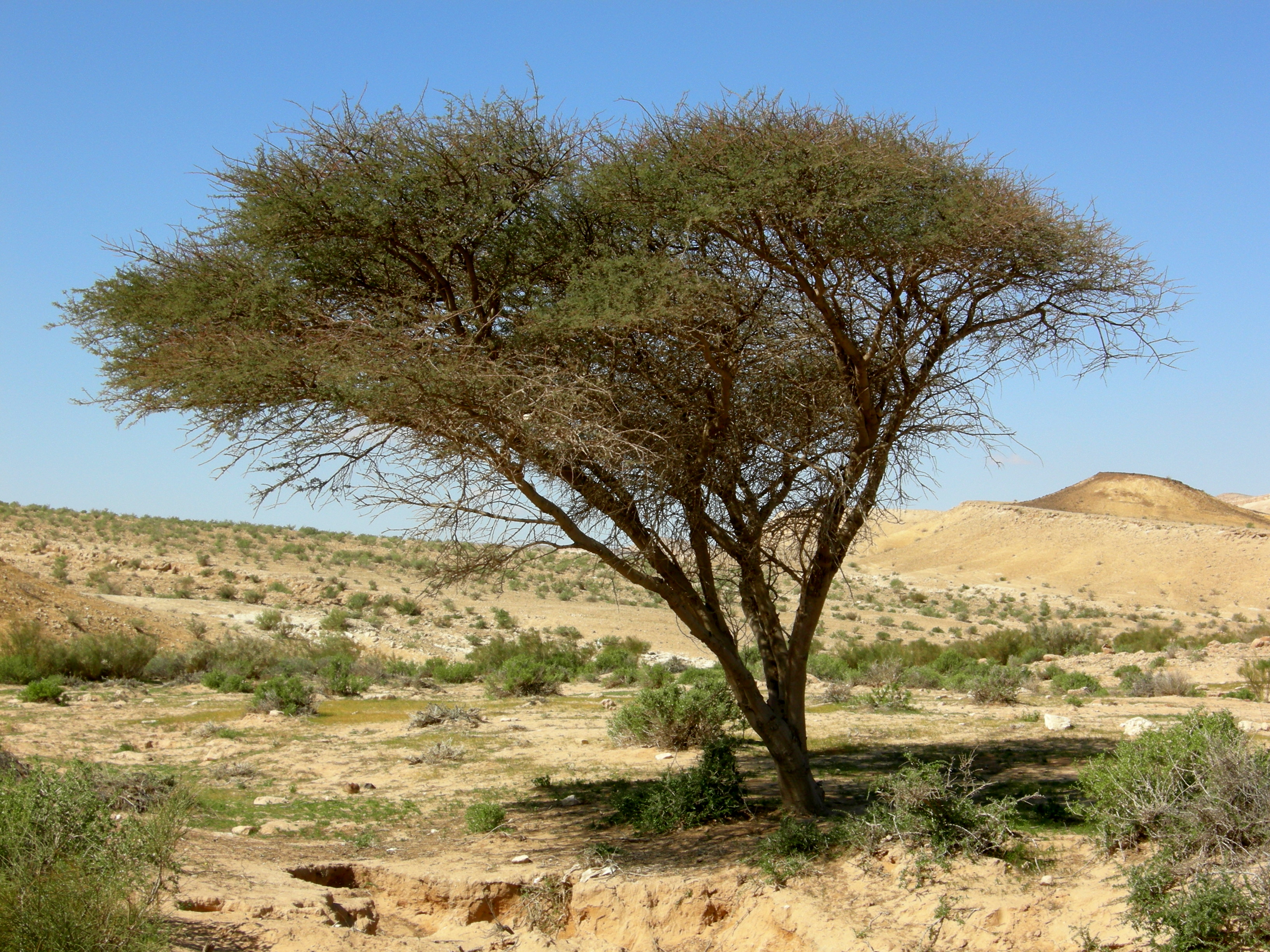
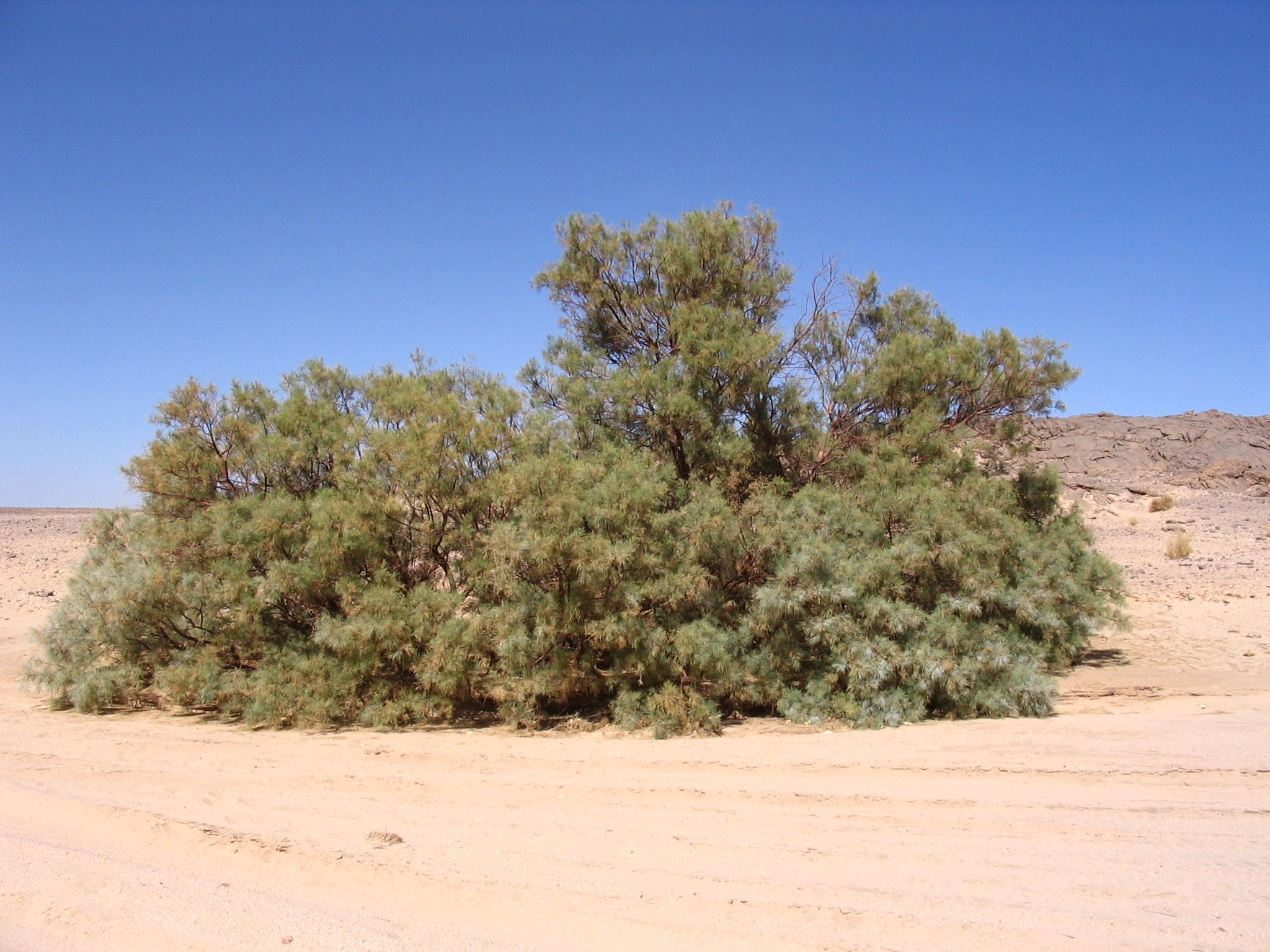